# Navigators
Navigators Insurance Cycling Team (codi UCI: NIC) era un equip d'elit de ciclisme en ruta dels Estats Units d'Amèrica. El Navigators se centrava en els esdeveniments de l'USA Cycling i de l'UCI Amèrica Tour. Va tenir la categoria Professional Continental de 2005 a 2007.

## Resultats destacats
- Tour de Beauce: Benjamin Day (2007)

## Classificacions UCI
Fins al 1998 els equips ciclistes es trobaven classificats dins l'UCI en una única categoria. El 1999 la classificació UCI per equips es dividí entre GSI, GSII i GSIII. D'acord amb aquesta classificació els Grups Esportius II són la segona divisió dels equips ciclistes professionals.
| Temporada | Classificació per equips | Millor ciclista en la classificació individual |
| --------- | ------------------------ | ---------------------------------------------- |
| 1995      | 52è                      | Matthew Koschara (430è)                        |
| 1996      | 68è                      | Philip Cable (900è)                            |
| 1997      | 62è                      | Todd Littlehales (634è)                        |
| 1998      | 59è                      | Scott Moninger (462è)                          |
| 1999      | 35è (GSII)               | Vassili Davidenko (463è)                       |
| 2000      | 41è (GSII)               | Vassili Davidenko (506è)                       |
| 2001      | 36è (GSII)               | Mark Walters (719è)                            |
| 2002      | 16è (GSII)               | Oleg Grixkin (245è)                            |
| 2003      | 15è (GSII)               | Henk Vogels (236è)                             |
| 2004      | 10è (GSII)               | Kirk O'Bee (371è)                              |

L'equip participa en les proves dels circuits continentals, en particular de l'UCI Amèrica Tour.
UCI Amèrica Tour
| Temporada | Classificació per equips | Millor ciclista en la classificació individual |
| --------- | ------------------------ | ---------------------------------------------- |
| 2005      | 5è                       | Nathan O'Neill (14è)                           |
| 2006      | 3r                       | Serguei Lagutin (10è)                          |
| 2007      | 4t                       | Serguei Lagutin (10è)                          |

UCI Àfrica Tour
| Temporada | Classificació per equips | Millor ciclista en la classificació individual |
| --------- | ------------------------ | ---------------------------------------------- |
| 2007      | 3r                       | Darren Lill (14è)                              |

UCI Àsia Tour
| Temporada | Classificació per equips | Millor ciclista en la classificació individual |
| --------- | ------------------------ | ---------------------------------------------- |
| 2005      | 10è                      | Jeff Louder (36è)                              |
| 2006      | 12è                      | Serguei Lagutin (42è)                          |

UCI Europa Tour
| Temporada | Classificació per equips | Millor ciclista en la classificació individual |
| --------- | ------------------------ | ---------------------------------------------- |
| 2005      | 52è                      | Peter Mazur (241è)                             |
| 2006      | 65è                      | Serguei Lagutin (198è)                         |
| 2007      | 61è                      | Serguei Lagutin (150è)                         |

UCI Oceania Tour
| Temporada | Classificació per equips | Millor ciclista en la classificació individual |
| --------- | ------------------------ | ---------------------------------------------- |
| 2005      | 8è                       | Nathan O'Neill (12è)                           |
| 2006      | 11è                      | Hilton Clarke (30è)                            |
| 2007      | 5è                       | Hilton Clarke (9è)                             |